# Blue Danube

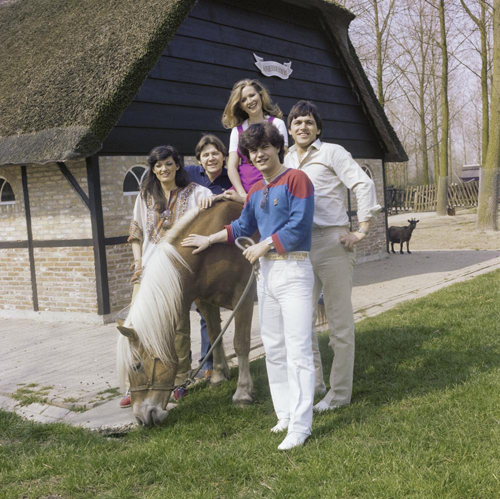
Le groupe Blue Danube lors du Concours Eurovision de la chanson 1980.

Blue Danube est un groupe de musique autrichien. 
Il est composé de Marty Brem, Wolfgang Berry, Sylvia Schramm, Rena Mauris et Wolfgang Weiss. 
Le groupe représenta l'Autriche au Concours Eurovision de la chanson 1980 avec la chanson Du bist Musik et finit 8e. Un an plus tard, Marty Brem représenta à nouveau l'Autriche en solo où il finira 17e.

## Discographie
- 1980 : Holiday (Face A : Holiday, Face B : Rock'n Roll Roller Skates)
- 1980 : Du Bist Musik
- 1980 : You Are A Song (Du Bist Musik) (album de 3 titres)